# Acanthoxia pretoriae
Acanthoxia pretoriae är en insektsart som först beskrevs av Miller, N.C.E. 1932.  Acanthoxia pretoriae ingår i släktet Acanthoxia och familjen gräshoppor. Inga underarter finns listade i Catalogue of Life.